# Будівельна інженерія
Будівельна інженерія (також інжиніринг) — інженерія у будівельній галузі, інженерне забезпечення будівництва, яке охоплює всі фази реалізації інвестиційно-будівельних проєктів: проєктування, будівництво, експлуатацію об'єктів. У більш вузькому сенсі — інженерно-консультаційні або проектні послуги з підготовки, забезпечення будівництва і експлуатації промислових, інфраструктурних та інших об'єктів.

## Термінологія

### Походження терміна
Термін «інженерія» запозичено з французької — (фр. ingénierie), яке натомість походить від латинського слова (лат. ingenium) — розум, здібності, винахідливість. 
В історії, інженерами спочатку, починаючи з XII століття, називалися військові інженери (див. цивільне будівництво). Це було пов'язано із зростанням спеціалізації військ. Маршал Франції Вобан у 1676 році вперше сформував спеціалізовані саперні та мінні роти, перетворені потім на Корпус військових інженерів. У Московському царстві за Петра I, 1702 року було створено мінерну роту, у 1704 році — команду понтонерів, а 1712 року — полк військових інженерів.
Поняття «цивільний інженер» з'явилося у XVI столітті у Голландії і застосовувалось до будівельників мостів і доріг та відрізняло їх від військових інженерів. Вже від цього поєднання виник термін «цивільна (будівельна) інженерія», на даний час (2000 роки) поширений у багатьох мовах світу. Під ним розуміється професійна інженерна дисципліна, яка переймається проєктуванням, будівництвом, експлуатацією будівельних об'єктів. Потім з'явилася (в основному в англійській мові) велика кількість подібних термінів, що стосуються інших галузей: ядерний інжиніринг, генетичний інжиніринг, реінжиніринг, астроінженерія та інше.

### Застосування термінів «Будівельна інженерія» та «Будівництво»
У Московському царстві, приблизно з XVI століття керівником будівництва був архітектор. Науково обґрунтовані методи розрахунку і проєктування з'явилися лише у XVIII–XIX століттях. Тривалий час для позначення інженерного забезпечення будівництва, що охоплює виробничу, наукову і навчальну складові, використовувався просто термін «будівництво», а інколи «промислове та цивільне будівництво», як основний вид будівництва.
У 1990-х роках, в українській мові з'явився також термін «інжиніринг» (транслітерація англ. engineering) з появою спеціалізованих фірм, що надають інжинірингові послуги. При цьому під інжинірингом на будівництві розуміється надання інженерно-консультаційних послуг проєктно-конструкторського, розрахунково-аналітичного, організаційного або дослідницького характеру, підготовка техніко-економічних обґрунтувань проєктів, вироблення рекомендацій в галузі організації виробництва і управління проєктами, тобто сукупність комерційних послуг з підготовки та забезпечення ходу виробництва будівельної продукції. Таким чином, в українській мові це поняття дещо вужче і не містить у явному вигляді, наприклад, професійну освіту у галузі будівництва.
Нижче наведено порівняльну таблицю відмінностей вживання термінів «будівництво» і «будівельний інжиніринг» (відповідність термінів у різних мовах не завжди однозначна):
| Поняття                                  | Український термін     | Англійський термін      | Німецький термін  |
| ---------------------------------------- | ---------------------- | ----------------------- | ----------------- |
| Вид економічної діяльності               | Будівництво            | Construction            | Bauwesen          |
| Галузь економіки                         | Будівництво            | Construction            | Bauwesen          |
| Процес зведення будови                   | Будівництво            | Construction            | Bauausführung     |
| Планування і керування ходом будівництва | Керування будівництвом | Construction management | Baumanagement     |
| Інженерне забезпечення зведення споруд   | Будівельний інжиніринг | Civil engineering       | Bauingenieurwesen |
| Професійна освіта для будівництва        | Будівництво            | Civil engineering       | Bauingenieurwesen |
| Наукова спеціальність                    | Будівництво            | Civil engineering       | Bauingenieurwesen |

### Інші терміни
У статті 749 Цивільного кодексу РФ для позначення фірми, що надає інжинірингові послуги, застосовано термін «інженер», однак він застосовується, як правило, лише в двомовних текстах договорів, оскільки збігається з кваліфікацією фахівця — інженера.
Ряд вчених запропонували назву мультидисципліни «інвестиційно-будівельний інжиніринг». У МГСУ з 2009 року ведеться навчання за програмою суміщеної освіти для бакалаврату за профілем «Інформаційно-будівельний інжиніринг». В області будівництва зустрічаються також терміни «проєктний інжиніринг», «технологічний інжиніринг» та інше.
Часто зустрічається термін «інженерія будівель», що позначає перелік мереж інженерно-технічного забезпечення будівельних об'єктів, разом з водопостачанням, водовідведенням, теплопостачанням, газопостачанням, електропостачанням, телекомунікаціями, системами безпеки, структурованими кабельними системами та інше. Самі ці системи не мають стосунку до поняття інжинірингу. Інженерингом також називають «інженерію».

## Професійна освіта в галузі будівництва

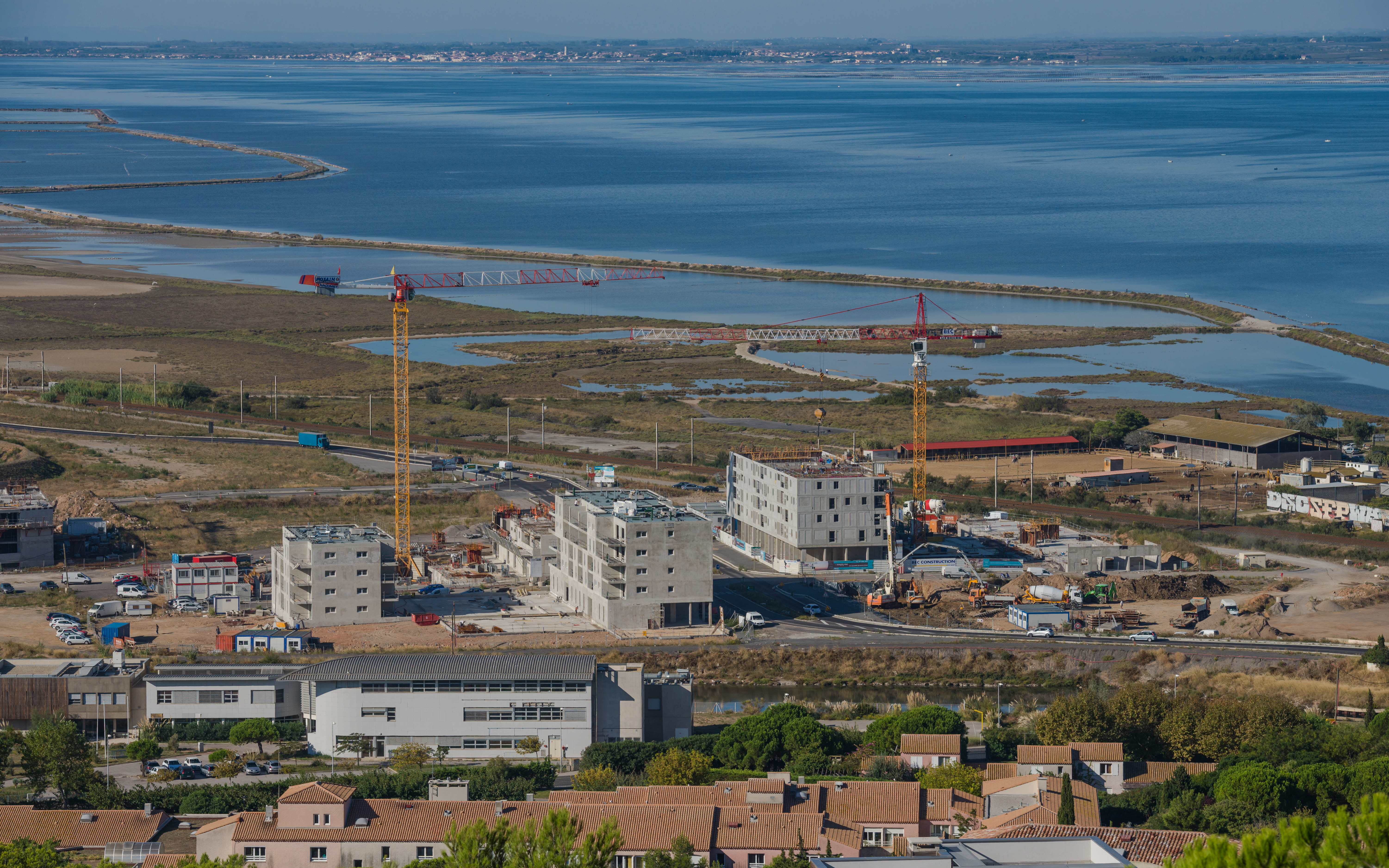

У Київській Русі професійні будівельні навички передавалися за безпосередньої роботи учня, підмайстра у складі артілі. Поширенню умінь сприяло те, що спорудження будівель за своєю природою було колективною справою. Першими професійними керівниками будівництва були десятники, виконавці робіт, архітектори. Перші кам'яні будівлі на Русі з'явилися під орудою візантійських зодчих. Масштабні роботи щодо створення ансамблю монументальних споруд князівського центру в Києві розгорнулись в кінці Х — початку XI cт. За нетривалий час було побудовано два палаци (розмірами 45х11 м) з видовженими фасадними галереями. Матеріали розкопок, а також мініатюри Радзивіллівського літопису засвідчують, що київські князівські палаци були двоповерхові, з аркадами і службовими приміщеннями на нижньому поверсі і житловими на верхньому. У Київській Русі сформувалася власна культура будівництва, що відрізнялася від іноземних технологій. У місцевій архітектурі почали використовувати глибокі (на 2-4 метри) і широкі фундаменти, що викладалися з грубого каміння, залитого цементом (так звана рустика). Стіни мурувалися з тонких смуг цегли, які чергувалися із товстими шарами цементу особливого складу, де основним складником було вапно.
З появою спочатку емпіричних, а потім науково обґрунтованих методів розрахунку, конструювання та будівництва, стали виникати професійні навчальні заклади.
У Франції перше будівельне училище було створено 1740 року архітектором Блонделем. 1816 року, в Україні відкрилося Львівське реальне училище (тепер Національний університет «Львівська політехніка»), де одним з основних предметів, було креслення. Для нижчої і середньої ланки управління у Російській імперії, організовувалися школи десятників з будівельної справи, а також курси з підготовки техніків-будівельників. Першим вищим інженерним навчальним закладом (також в області фортифікаційного будівництва) стає у 1810 році, створене 1804 року Головне інженерне училище Російської імперії (а нині ВІТУ), через додавання додаткових офіцерських класів та двогодинне продовження навчання офіцерів, на відміну від усіх інших кадетських корпусів та інженерних навчальних закладів Російської імперії. Як писав випускник Інституту інженерних шляхів сполучення Тимошенко Степан Прокопович у власній книзі «Інженерна освіта у Росії», освітня схема Головного Інженерного Училища, що виникла після додавання старших офіцерських класів, з поділом п'ятирічної освіти на два етапи у подальшому саме на прикладі Інституту інженерів шляхів сполучення поширилася у Російській федерації та зберігається досі у 2000 роках. Це дозволяло починати викладання математики, механіки та фізики на досить високому рівні вже на перших курсах і дати студентам достатню підготовку з основоположних предметів, а потім використовувати час для вивчення інженерних дисциплін.
Одним з перших вищих навчальних закладів в області транспортного будівництва був Петербурзький державний університет шляхів сполучення, який засновано у 1809 році. Він готував фахівців з проєктування, будівництва та експлуатації дорожніх, а також гідротехнічних споруд.
Санкт-Петербурзький державний архітектурно-будівельний університет було засновано 1832 року під назвою «Училище цивільних інженерів» і є найстарішим в Росії серед спеціалізованих вищих навчальних закладів (ВНЗ) будівельного профілю.
Найбільшим серед будівельних ВНЗ Російської федерації є Московський державний будівельний університет, який засновано у 1921 році, він вже підготував понад 90 тисяч інженерів.
Міжнародна асоціація будівельних вищих навчальних закладів (АБВ) об'єднує 142 ВНЗ України та країн СНД.
Протягом багатьох років основними рівнями кваліфікації фахівців у галузі будівництва були технік-будівельник (з трирічним терміном навчання у середніх спеціальних навчальних закладах) і інженер-будівельник (з п'ятирічним терміном навчання у вищих навчальних закладах). Завдяки приєднанню України до Болонського процесу вищі будівельні заклади освіти, переходить на дворівневу систему бакалавр — магістр з 4 і 6 роками навчання відповідно. При цьому у навчальних планах кожного циклу освіти (див. нижче) виділяється базова частина (обов'язкова для всіх ВНЗ), варіативна частина (встановлювана вищим навчальним закладом) і дисципліни за вибором студента.

## Інженерне забезпечення будівництва
Однією з особливостей будівельного інжинірингу є відсутність явної персоніфікації інжинірингових функцій. Це пов'язано з тим, що організація будівельних проєктів може бути досить різноманітна, і одні й ті ж функції в різних проєктах можуть виконувати замовник, проєктувальник, генеральний підрядник, субпідрядники, інжинірингова фірма та інше. Тому розглянемо основні функції інженерного забезпечення відповідно до етапів життєвого циклу будівельного об'єкта. Виділяють шість основних стадій життєвого циклу:

### Передінвестиційний етап
Етап довгострокового планування інвестицій і будівництва включає:
- Розробку галузевих схем розміщення виробництва й інших документів галузевого планування (в основному для централізованих галузей, таких, як енергетика, транспорт, оборонна промисловість, державне управління);
- Розробку схем територіального планування регіонів і муніципальних утворень, правил землекористування та забудови поселень, проєктів планування територій та проєктів межування територій[10];
- Вироблення державної, регіональної, муніципальної і корпоративної інвестиційної політики, вдосконалення нормативно-правової бази інвестиційної діяльності;
- Складання і затвердження бюджетів усіх рівнів, формування інвестиційних програм, переліків будов (для бюджетних інвестицій); розробку бізнес-планів (для приватних інвесторів).

На цьому етапі чільну роль відіграють економіка, фінанси і планування, однак інженерне забезпечення дає змогу виконати обґрунтовані розрахунки й оптимізацію галузевих і територіальних схем, скласти життєздатні проєкти територіального планування, інвестиційні програми та бізнес-плани.

### Передпроєктний етап
Після появи певного інвестора, настає час опрацювання та погодження основних параметрів майбутнього об'єкта. Єдиного переліку необхідних дій на цьому етапі немає, оскільки він може суттєво відрізнятися залежно від окремої ситуації. Часто він містить:
- Підготовку та проведення конкурсу на виконання обов'язків замовника;
- Розробку техніко-економічного обґрунтування (ескізного проєкту, архітектурного рішення, містобудівної концепції тощо);
- Вибір дозволеного використання земельної ділянки відповідно до Правил землекористування та забудови даного поселення;
- Придбання і державну реєстрацію прав на земельну ділянку відповідно до законодавства України (купівля, оренда, безстрокове користування);
- Отримання кадастрового паспорта земельної ділянки;
- Проведення топографічної зйомки ділянки або отримання геодезичної основи;
- Отримання технічних умов на приєднання до мереж інженерно-технічного забезпечення об'єкта;
- Отримання Містобудівного плану земельної ділянки;
- Проведення у потрібних випадках попередніх погоджень основних показників об'єкта;
- Проведення інженерних вишукувань, державну експертизу їх результатів (вишукування і їх експертиза можуть виконуватися також на етапі проєктування);
- Складання завдання на проєктування, підготовка та проведення конкурсу на проєктні роботи.

В основному зазначені дії виконує замовник. Ним може бути забудовник або його підрозділ (наприклад, відділ капітального будівництва заводу). Обов'язки замовника також можуть виконувати інжинірингові фірми. Якість надаваних інжинірингових послуг дуже важлива, оскільки цей етап визначає основні проєктні рішення. Наприклад, виправити помилки, допущені при виборі земельної ділянки або основних параметрів об'єкта (поверховість, розміри і тощо), дуже складно.

### Проєктування
Зміст даного етапу практично повністю відноситься до будівельного інжинірингу. На цьому етапі виконуються:
- Інженерні дослідження, якщо вони не були проведені на попередньому етапі;
- Розробка проєктної документації відповідно до договору і завдання на проєктування. Обов'язковий склад проєкту визначений законодавством;
- Державна експертиза проєктної документації у встановлених законом випадках, затвердження проєкту замовником;
- Розробка тендерної документації, підготовка та проведення конкурсів або аукціонів на виконання будівельно-монтажних робіт, постачання обладнання та інші роботи і послуги;
- Розробка докладної «робочої документації» на основі затвердженого проєкту.

Під час проєктування можна розглядати як окремі види інженерного забезпечення: планування земельної ділянки, об'ємно-планувальні рішення будівель та споруд, конструктивні рішення і розрахунки на міцність, проєктування інженерних систем, екологічний інжиніринг, забезпечення безпеки, організаційно-технологічний інжиніринг та інше. Крім того, виконуються архітектурні і економічні розділи проєкту, які не стосуються інжинірингу.

### Будівництво
Власне будівництво є найбільш капіталомістким етапом в інвестиційному проєкті. Тут здійснюються рішення, закладені на попередніх стадіях. З точки зору інженерного забезпечення, на етапі будівництва треба:
- Отримати дозвіл на будівництво об'єкта;
- Укласти договори з підрядними організаціями і з заводами-постачальниками обладнання;
- Розгорнути підготовчі роботи, які діляться на види:
  - Поза будівельним майданчиком (прокладка доріг і зовнішніх комунікацій, спорудження будівельної бази, облаштування житла або вахтового селища будівельників та інше);
  - Власне на будівельному майданчику (знесення будов, вирубка лісу, перекладка комунікацій, планування майданчика, розбивка мережі осей будівель та інше);
- Організувати постачання із заводів і приймання технологічного обладнання (в основному для виробничих підприємств);
- Організувати виконання основних робіт зі зведення об'єкта, до яких відносяться:
  - Будівельні роботи (загальнобудівельні, спеціальні будівельні роботи і монтаж інженерних систем);
  - Монтажні роботи (монтаж технологічного обладнання);
  - Пуско-налагоджувальні роботи;
  - Ремонтно-будівельні та ремонтно-реставраційні роботи;
- Впровадити безпеку ведення робіт;
- Проводити будівельний контроль якості робіт, матеріалів і конструкцій, авторський нагляд, вести виконавчу документацію;
- Виконати прийняття виконаних робіт та об'єкта в цілому.

Залежно від прийнятої схеми договірних взаємовідносин на будівництві, окремі функції інжинірингу може виконувати замовник, запрошена ним інжинірингова фірма (технічний замовник, технічний агент тощо), генеральний підрядник.

### Експлуатація будівель і споруд
Цей етап є найтривалішим, може тривати десятки років.
Перед початком експлуатації виробничого об'єкта треба провести:
- Пусконалагоджувальні роботи технологічного обладнання «під навантаженням»;
- У необхідних випадках — гарантійні випробування встановленого обладнання;
- Отримати дозвіл на введення об'єкту в експлуатацію;
- Отримати потрібні ліцензії та дозволи (для небезпечних видів виробництв).

Ці роботи фінансуються за рахунок основної діяльності підприємства і не стосуються інвестицій.
Для житлових і громадських будівель також треба отримати дозвіл на введення в експлуатацію.
Потім настає період початкової експлуатації об'єкта. Для житлових будинків це означає виконання індивідуальної обробки приміщень, озеленення прилеглої території (якщо будинок здавався взимку), заселення, створення організацій для експлуатації будинків (товариств власників житла та інше) Для виробничих об'єктів кілька місяців може відводитися для виходу підприємства на розрахункові експлуатаційні показники. Практично для всіх будов протягом гарантійного терміну, потрібне виявлення будівельних дефектів та їх усунення.
Постійна експлуатація будівельних об'єктів не однорідна і розділяється на фази:
- Технічної експлуатації (стану) будівель і споруд;
- Капітальних і поточних ремонтів;
- модернізації або технічного переоснащення (для виробничих споруд);
- реконструкції і реставрації.

Для організації експлуатації будівель різновидом інжинірингу, є так званий фасіліті менеджмент, або «керування експлуатацією будівель» — український термін поки не утвердився). Основними напрямками такого інжинірингу є:
- Технічна експлуатація будівель (ремонт, обслуговування інженерних систем, прибирання, видалення відходів та інше);
- Керування розміщенням робітників, підрозділів, орендарів (для житлових будинків — організація побутових послуг) та інше;
- Організація обслуговування (благоустрій ділянки, охорона довкілля, організація дозвілля);
- Охорона об'єкта, управління доступом до приміщень.

### Ліквідація об'єкта
Ліквідація об'єктів капітального будівництва, часто заздалегідь не передбачається. Зазвичай вона проводиться за необхідності звільнити майданчик для нового будівництва або у разі досягнення неприпустимого морального або фізичного зносу. Перед знесенням треба упевнитися, що будівля не є пам'яткою культури або архітектури. Для усунення споруди треба виконати наступні заходи:
- Зупинка виробництва, юридична ліквідація підприємства (для виробничих об'єктів);
- Розселення мешканців з наданням відшкодування або іншого житла (для житлових будинків);
- Вимкнення технологічних комунікацій, систем інженерно-технічного забезпечення;
- Обстеження об'єкта, отримання висновку про можливість знесення;
- Складання проєкту організації робіт зі знесення чи демонтажу об'єктів капітального будівництва;
- Організація робіт з демонтажу та знесення конструкцій об'єкта;
- Організація вивезення сміття, утилізації або захоронення відходів;
- Виконання проєкту і організація робіт по рекультивації майданчика (якщо нове будівництво не передбачається).

## Види інжинірингових послуг

### Різновиди інжинірингу
Деякі види будівельного інжинірингу мають самостійне значення і класифікуються за видами об'єктів (будівель і споруд) або за видами послуг з інженерного забезпечення. До них можна віднести (у дужках наведено приблизну відповідність англійським термінам):
- Розрахунок і проєктування будівельних конструкцій (structural engineering[en]);
- Антисейсмічне будівництво;
- Інжиніринг будівельних матеріалів і конструкцій;
- Геотехнічний і геологічний інжиніринг;
- Геодезичний інжиніринг;
- Управління будівельним виробництвом;
- Інжиніринг довкілля (environmental engineering[en]);
- Гідротехнічний інжиніринг (coastal engineering[en]);
- Інжиніринг водних ресурсів (гідрологія);
- Інжиніринг міського господарства;
- Транспортний інжиніринг (Транспортна інженерія);
- Дорожній інжиніринг (pavement engineering[en])

та інше.

### Організаційні форми інжинірингу
Склад інжинірингових послуг визначається Замовником з урахуванням специфіки конкретного проєкту, проте існує декілька найбільш поширених форм їх надання:
- Цілісне керування будівельним проєктом інвестором або від його імені, наприклад, у разі девелопменту;
- Виконання функцій замовника (замовника-забудовника) в обсязі, що відповідає контракту, наприклад, у разі EPCM-контракту (від англ. Engineering, Procurement, Construction Management) — керування проєктуванням, постачанням, будівництвом;
- Різного роду окремі консультаційні та інжинірингові послуги, наприклад, послуги технічного замовника, будівельний аудит та інше.

## Будівельна освіта в Україні
- Київський національний університет будівництва і архітектури
- Одеська державна академія будівництва та архітектури
- Харківський національний університет будівництва й архітектури
- Придніпровська державна академія будівництва та архітектури
- Національний технічний університет «Дніпровська політехніка»
- Львівський національний аграрний університет
- Чернігівський національний технологічний університет
- Національний університет «Львівська політехніка»
- Луганський державний інститут житлово-комунального господарства і будівництва
- Донбаська національна академія будівництва і архітектури
- Харківський національний університет міського господарства імені О. М. Бекетова
- Кіровоградський будівельний коледж
- Миколаївський будівельний коледж